# Temporada 2016 del Campeonato de España de Rally
La temporada 2016  fue la edición 60.ª del Campeonato de España de Rally. El calendario estaba compuesto de diez pruebas comenzando el 12 de marzo en el Rally Islas Canarias y finalizando el 20 de noviembre en el Rally Comunidad de Madrid. El Rally La Nucia, entró en lugar del Rally Rías Baixas.
Cristian García Martínez del equipo Mitsubishi Repsol se proclamó campeón de España por primera vez. Se adjudicó la victoria en siete de las diez pruebas del calendario: Canarias, Villa de Adeje, Sierra Morena, Cantabria, Ourense, Villa de Llanes y Comunidad de Madrid. Segundo fue Pedro Burgo con cinco podios. Mitsubishi se impuso tanto en el campeonato de marcas como en el trofeo competidores colectivos (escuderías).

## Calendario
El Rally Rías Baixas que no se celebró, después de diecinueve ediciones consecutivas en el calendario, fue sustituido por el Rally La Vila Joiosa, prueba que no se celebraba desde 2011 por motivos económicos, aparece renombrado como Rally de La Nucia-Mediterráneo Trofeo Costa Blanca, y el Rally de Cantabria, que tampoco se había disputado en 2015 motivos económicos se incorporó de nuevo al calendario quedando en diez la pruebas puntuables.
| N.º | Fecha               | Prueba                                                  | Resultados |
| --- | ------------------- | ------------------------------------------------------- | ---------- |
| 1   | 12-13 de marzo      | 40.º Rally Islas Canarias - El Corte Inglés             | Resultados |
| 2   | 19-20 de marzo      | 26.º Rally Villa de Adeje-Tenerife                      | Resultados |
| 3   | 9-10 de abril       | 34.º Rallye Sierra Morena                               | Resultados |
| 4   | 7-8 de mayo         | 47.º Rallye de Ferrol                                   | Resultados |
| 5   | 4-5 de junio        | 37.º Rallye Santander Cantabria                         | Resultados |
| 6   | 18-19 de junio      | 49.º Rallye de Ourense                                  | Resultados |
| 7   | 10-11 de septiembre | 53.º Rally Princesa de Asturias - Ciudad de Oviedo      | Resultados |
| 8   | 24-25 de septiembre | 40.º Rallye Villa de Llanes                             | Resultados |
| 9   | 22-23 de octubre    | 22.º Rally de La Nucía-Mediterráneo Trofeo Costa Blanca | Resultados |
| 10  | 19-20 de noviembre  | 7.º Rally Comunidad de Madrid RACE                      | Resultados |

## Equipos
| Equipo                           | Vehículo                | Piloto                   | Copiloto                 | Rondas            |
| Equipos oficiales                | Equipos oficiales       | Equipos oficiales        | Equipos oficiales        | Equipos oficiales |
| -------------------------------- | ----------------------- | ------------------------ | ------------------------ | ----------------- |
| Suzuki Motor Ibérica             | Suzuki Swift S1600      | Adrián Díaz Pérez        | Andrea Lamas             | 1-8               |
| Suzuki Motor Ibérica             | Suzuki Swift S1600      | Adrián Díaz Pérez        | Mario González Tomé      | 9-10              |
| Suzuki Motor Ibérica             | Suzuki Swift S1600      | Santiago Cañizares       | Ricardo Ranero González  | 3-4, 9-10         |
| Suzuki Motor Ibérica             | Suzuki Swift S1600      | Gorka Antxustegui        | Alberto Iglesias Pin     | 1-5               |
| Suzuki Motor Ibérica             | Suzuki Swift R+         | Gorka Antxustegui        | Alberto Iglesias Pin     | 6-10              |
| Suzuki Motor Ibérica             | Suzuki Swift Sport      | Joan Vinyes              | Jordi Mercader           | 8-9               |
| Suzuki Motor Ibérica             | Suzuki Swift S1600      | Joan Vinyes              | Jordi Mercader           | 10                |
| Red Opel España Opel Team España | Opel Adam R2            | Esteban Vallín           | Borja Odriozola          | 1-7, 9-10         |
| Red Opel España Opel Team España | Opel Adam R2            | Ángel Paniceres          | Francisco Javier Álvarez | 1-7, 9-10         |
| Red Opel España Opel Team España | Opel Adam R2            | Aleksander Zawada        | Grzegorz Dachowski       | 1                 |
| Mitsubishi Repsol                | Mitsubishi Lancer Evo X | Cristian García Martínez | Eduardo González Delgado | 1-2               |
| Mitsubishi Repsol                | Mitsubishi Lancer Evo X | Cristian García Martínez | Rebeca Liso              | 3-10              |
| Equipos privados                 |                         |                          |                          |                   |
| ACSM Rallye Team                 | Porsche 997 GT3 RS 3.8  | Pedro Burgo              | Marcos Burgo             | 1-3, 6-7, 9       |
| ACSM Rallye Team                 | Peugeot 208 T16         | Pedro Burgo              | Marcos Burgo             | 4-5               |
| ACSM Rallye Team                 | Mitsubishi Lancer Evo X | Pedro Burgo              | Marcos Burgo             | 8                 |
| Escudería 1000 Lagos             | Lotus Exige Cup 260     | Daniel Marbán            | Víctor M. Ferrero        | 1-10              |
| Escudería Ourense                | Citroën DS3 R5          | Sergio Vallejo           | Diego Vallejo            | 3-10              |
| AMP Classic Team                 | Opel Adam R2            | Esteban Vallín           | Borja Odriozola          | 8                 |
| Peña Autocross Arteixo           | Ford Fiesta R5          | Iván Ares                | Mario González Tomé      | 1-2               |
| Peña Autocross Arteixo           | Porsche 997 GT3 RS 3.8  | Iván Ares                | José Antonio Pintor      | 4, 6              |
| Peña Autocross Arteixo           | Škoda Fabia R5          | Iván Ares                | José Antonio Pintor      | 7                 |
| RACE                             | Subaru BRZ              | Iván Ares                | José Antonio Pintor      | 8                 |

## Resultados

### Campeonato de pilotos

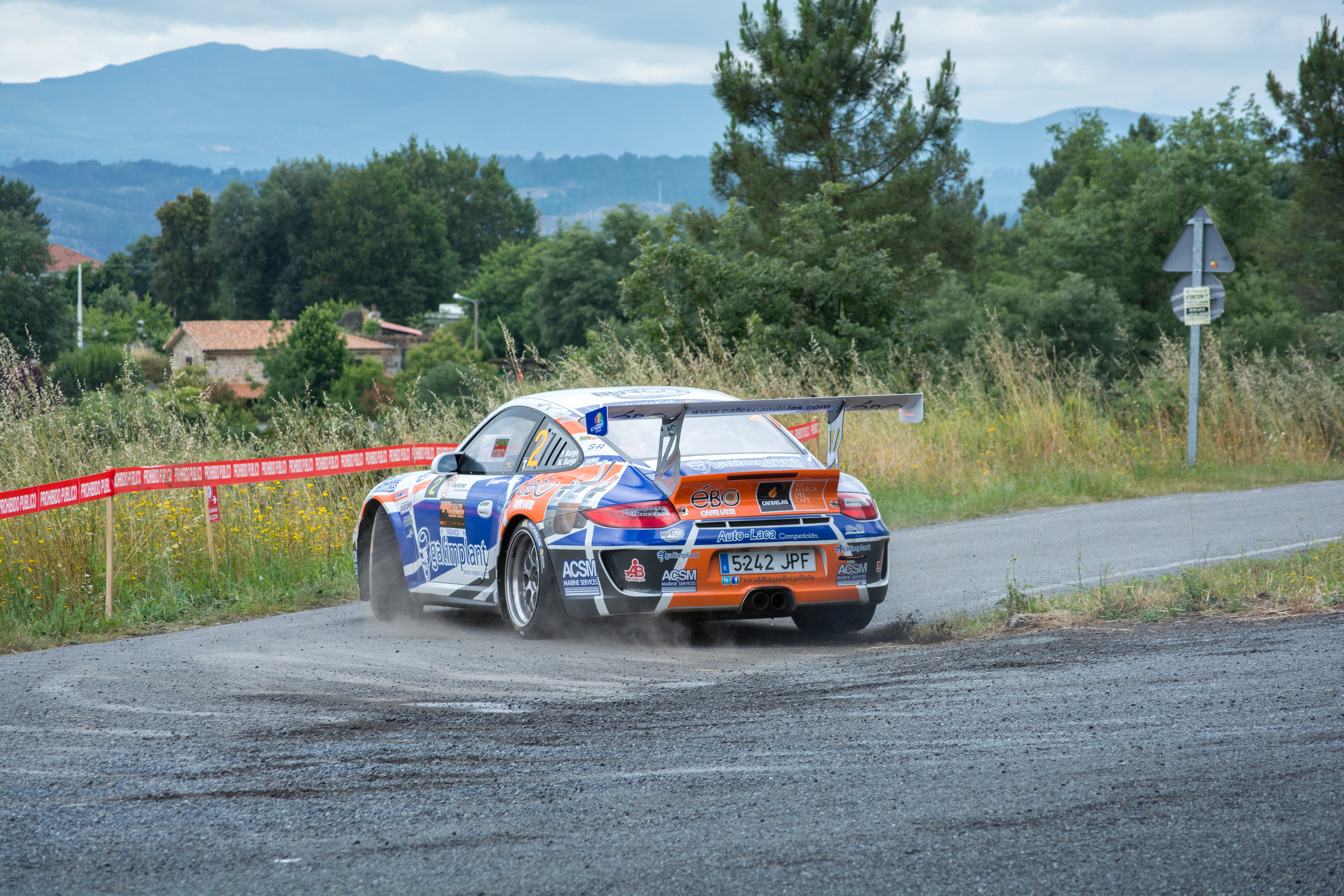
Pedro Burgo, subcampeón en 2016, durante el Rally de Ourense.

- En la primera prueba, Rally Islas Canarias, solo se muestran los resultados relativos al campeonato de España.

| Pos. | Piloto                       | CNR | ADE | SRM | FRR | CAN | OUR | PRA | VLL | NUC | RCM | Puntos |
| ---- | ---------------------------- | --- | --- | --- | --- | --- | --- | --- | --- | --- | --- | ------ |
| 1.   | Cristian García Martínez     | 1   | 1   | 1   | 7   | 1   | 1   | 4   | 1   | 20  | 1   | 306,5  |
| 2.   | Pedro Burgo                  | 3   | 3   | 3   | 5   | Ret | 3   | 36  | 6   | 3   |     | 192,5  |
| 3.   | Daniel Marbán                | 8   | 5   | 7   | Ret | Ret | 8   | 7   | 5   | 4   | 4   | 176.5  |
| 4.   | Sergio Vallejo               |     |     | 4   | 4   | 3   | 4   | Ret | Ret | 2   | 2   | 162    |
| 5.   | Adrián Díaz Pérez            | 9   | 7   | 6   | 8   | 4   | 6   | Ret | 8   | 8   | Ret | 159,5  |
| 6.   | Alberto Monarri              |     |     | 13  | 2   | 2   | 5   | 2   | Ret | 1   | Ret | 156    |
| 7.   | Esteban Vallín               | 17  | 10  | 9   | 9   | 5   | 10  | Ret | 10  | 6   | 9   | 136    |
| 8.   | Surhayen Pernía              | 10  | 8   | 8   | 10  | Ret | 9   | 8   | 2   |     |     | 128,5  |
| 9.   | Iván Ares                    | 18  | 2   |     | 3   |     | 2   | 1   | 17  |     |     | 126,5  |
| 10.  | Angel Paniceres Fuentes      | 20  | 11  | 10  | 13  | 6   | 13  | 14  |     | 9   | 10  | 99,5   |
| 11.  | Yonatan Pérez                | 4   | 4   | 2   | Ret | Ret | Ret |     |     |     |     | 92,5   |
| 12.  | Gorka Antxustegui            | 7   | 6   | 11  | Ret | Ret | 19  | 10  | 9   | Ret | Ret | 90,5   |
| 13.  | Luis Monzón                  | 2   |     |     |     |     |     | 3   |     |     |     | 72     |
| 14.  | Fran Cima                    | 11  | 12  |     | 11  |     | 7   | 9   | Ret |     |     | 70,5   |
| 15.  | Óscar Palacio                |     |     |     |     |     |     | 5   | 3   |     |     | 50     |
| 16.  | José Manuel Mora             | 14  | Ret | Ret | 12  | Ret | 12  | 6   | Ret | Ret | Ret | 49,5   |
| 17.  | Roberto Blach jr.            | 24  | 13  | 16  | Ret | 12  | 14  | Ret | 16  |     | 12  | 46     |
| 18.  | José Alonso Liste            |     |     | Ret |     | 7   | Ret | Ret |     |     | 8   | 38     |
| 19.  | Víctor Senra                 |     |     |     | 1   |     |     |     |     |     |     | 35     |
| 20.  | Vicente Bolaños              | 5   |     |     |     |     |     |     |     |     |     | 34,5   |
| 21.  | Efrén Llarena                |     |     | 19  | 29  | 8   | 17  | 20  | 19  | 15  | Ret | 34     |
| 22.  | Iago Caamaño                 |     |     |     | 6   |     |     | 11  |     |     |     | 32     |
| 23.  | Emma Falcón                  | 25  | 14  | 17  | 33  | 10  | 22  | 18  | 18  |     |     | 32     |
| 24.  | Benjamín Avella              | 6   |     |     |     |     |     |     |     |     |     | 31,5   |
| 25.  | Javier Pardo Siota           |     |     |     | 32  |     | 18  | 16  | 14  | 10  | Ret | 29     |
| 26.  | Jan Solans                   |     |     | 15  | Ret | Ret |     | 17  | 12  | 14  | Ret | 28     |
| 27.  | Nil Solans                   |     |     |     |     |     |     |     |     | Ret | 3   | 27     |
| 28.  | Miguel Ángel Fuster          |     |     |     |     |     |     |     | 4   | Ret |     | 25     |
| 29.  | José Luis Peláez             |     |     |     |     |     |     | 15  |     | 7   | Ret | 25     |
| 30.  | Víctor J. Delgado            | 15  | 9   |     |     |     |     |     |     |     |     | 24     |
| 31.  | David Pérez                  |     |     | 5   |     |     |     |     |     |     |     | 23     |
| 32.  | Santiago Carnicer            |     |     |     |     |     |     |     |     | 5   |     | 23     |
| 33.  | José Pedro Fontes            |     |     |     |     |     |     |     |     |     | 5   | 23     |
| 34.  | Juan Manuel Mañá             |     |     | 21  | 25  | 9   | 20  | 22  | 21  | 18  |     | 21     |
| 35.  | Alberto San Segundo          |     |     |     |     | Ret |     |     |     |     | 7   | 21     |
| 36.  | Daniel Berdomás              |     |     | 29  | 21  | 17  | 23  | 31  | 26  | 19  | 11  | 20     |
| 37.  | Marcos Canedo López          |     |     | 14  | 14  |     | 15  |     |     |     |     | 20     |
| 38.  | Daniel Peña                  |     |     |     |     | Ret |     |     | 7   |     |     | 19     |
| 39.  | Fernando Rico                |     |     | 20  | 17  | 13  | 24  | Ret | 24  | 17  |     | 17     |
| 40.  | Alfredo Tamés                |     |     | 28  | 27  | 14  | 26  | 25  | 20  | 16  |     | 15     |
| 41.  | Roland Holke                 |     | Ret | 25  |     | 18  |     | 19  | 15  | Ret |     | 13     |
| 42.  | Ángel Luis Marrero           | 12  |     |     |     |     |     |     |     |     |     | 13,5   |
| 43.  | Antón Pérez Fojón            |     |     | 23  | 19  | 11  | Ret | 23  | Ret |     |     | 13     |
| 44.  | Julián Jesús Falcón          | 13  |     |     |     |     |     |     |     |     |     | 12     |
| 45.  | Iago Silva Domínguez         |     |     |     |     |     | 11  |     |     |     |     | 11     |
| 46.  | Víctor Pérez Silva           |     |     |     |     |     |     |     | 11  |     |     | 11     |
| 47.  | Emilio Segura                |     |     |     |     |     |     |     |     | 11  |     | 11     |
| 48.  | Antonio Acosta               | 32  | 20  |     |     |     |     |     |     |     | 13  | 10     |
| 49.  | Pedro Cordero                |     |     | 12  |     |     |     |     |     |     |     | 9      |
| 50.  | Antunes Gil                  | 27  | 18  |     | 15  |     |     |     |     |     |     | 9      |
| 51.  | Alberto Ordóñez              |     |     |     |     |     |     | 12  |     |     |     | 9      |
| 52.  | Daniel Martínez              |     |     |     |     | Ret |     |     | 13  |     |     | 9      |
| 53.  | Francisco Javier Polidura    |     |     |     |     |     |     |     | Ret | 12  |     | 9      |
| 54.  | David Nadría                 |     |     |     |     |     |     | 13  |     |     |     | 8      |
| 55.  | Joan Vinyes                  |     |     |     |     |     |     |     | 23  | 13  | Ret | 8      |
| 56.  | Santiago Cañizares           |     |     | Ret | 36  |     |     |     |     | Ret | 14  | 8      |
| 57.  | Julio Martínez Cazorla       | 16  | Ret |     |     |     |     |     |     |     |     | 7,5    |
| 58.  | Antonio Sainz                |     |     |     |     |     |     |     |     |     | 15  | 7      |
| 59.  | Nelson Climent               | 21  | 15  |     |     |     |     |     |     |     |     | 6      |
| 60.  | Óscar Freire                 |     |     |     |     | 16  |     | 24  |     |     |     | 6      |
| 61.  | Luis Aragonés                |     |     |     |     |     | 28  |     |     |     | 16  | 6      |
| 62.  | Mariano "Marià" Parés Carrió | 23  | 16  |     |     |     |     | Ret |     |     |     | 5      |
| 63.  | Daniel Castro Rodríguez      |     |     |     | 16  |     |     |     |     |     |     | 5      |
| 64.  | Jaime Castro Lois            |     |     | 24  | 26  |     | 16  | Ret |     |     |     | 5      |
| 65.  | Javier Rafael Esperilla      |     |     |     |     |     |     |     |     |     | 17  | 5      |
| 66.  | Antonio Gorrín Hernández     |     | 17  |     |     |     |     |     |     |     |     | 4      |
| 67.  | Aloísio Monteiro             |     |     |     |     |     |     | 34  |     |     | 18  | 4      |
| 68.  | Carlos Padilla               | 19  |     |     |     |     |     |     |     |     |     | 3      |
| 69.  | Manuel Jesús Reales          |     |     | 18  |     |     |     |     |     |     |     | 3      |
| 70.  | Rubén Gandoy Piñeiro         |     |     |     | 18  |     |     |     |     |     |     | 3      |
| 71.  | Pablo Rey                    |     |     | 27  | 24  | 19  | 29  | 29  |     |     |     | 3      |
| 72.  | Francisco Casas              |     |     |     |     |     |     |     |     |     | 19  | 3      |
| 73.  | José Claudio Vargas          |     | 19  |     |     |     |     |     |     |     |     | 2      |
| 74.  | José Luis Carrera            |     |     | 34  | 38  | 20  | 34  | 32  | 29  | 27  |     | 2      |
| 75.  | Manuel Antonio Gómez         |     |     |     |     |     |     |     |     |     | 20  | 2      |
| 76.  | José Manuel Lista            |     |     |     | 20  |     | 21  |     |     |     |     | 1      |
| 77.  | David Cortés                 |     |     | 26  | Ret | 21  | Ret | 26  | 22  | 22  |     | 1      |
| 78.  | Juan Collín Camacho          |     |     |     |     |     |     |     |     |     | 22  | 1      |

### Campeonato de copilotos
| Pos. | Nombre                    | Puntos |
| ---- | ------------------------- | ------ |
| 1.   | Rebeca Liso               |        |
| 2.   | Marcos Burgo              |        |
| 3.   | Víctor Ferrero Sanz       |        |
| 4.   | Diego Vallejo             |        |
| 5.   | Rodrigo San Juan          |        |
| 6.   | Borja Odriozola           |        |
| 7.   | Andrea Lamas              |        |
| 8.   | Carlos del Barrio         |        |
| 9.   | Francisco Javier Álvarez  |        |
| 10.  | Alejandro López Fernández |        |

### Trofeo competidores colectivos
| Pos. | Equipo               | Puntos |
| ---- | -------------------- | ------ |
| 1    | Mitsubishi Repsol    | 411,5  |
| 2    | Suzuki Motor Iberica | 247    |
| 3    | Escudería Ourense    | 236    |
| 4    | Red Opel España      | 22,5   |
| 5    | ACSM Rallye Team     | 219,5  |

### Campeonato de marcas
| Pos. | Marca      | Puntos |
| ---- | ---------- | ------ |
| 1    | Mitsubishi | 572,5  |
| 2    | Suzuki     | 449,5  |
| 3    | Renault    | 300    |

### Grupo R5
| Pos. | Nombre         | Puntos |
| ---- | -------------- | ------ |
| 1    | Sergio Vallejo | 200    |
| 2    | Iván Ares      | 110,5  |
| 3    | Yonathan Pérez | 110    |
| 4    | Luis Monzón    | 82     |
| 5    | Iago Caamaño   | 50     |

### Grupo R3
| Pos. | Nombre            | Puntos |
| ---- | ----------------- | ------ |
| 1    | Emma Falcón       | 226,5  |
| 2    | Surhayen Pernía   | 222,5  |
| 3    | Fran Cima         | 170    |
| 4    | Gil Antunes       | 83,5   |
| 5    | Jaime Castro Lois | 79     |

### Grupo R2
| Pos. | Nombre             | Puntos |
| ---- | ------------------ | ------ |
| 1    | Esteban Vallín     | 285,5  |
| 2    | Angel Paniceres    | 243,5  |
| 3    | Roberto Blach, jr. | 180,5  |
| 4    | Javier Pardo       | 120    |
| 5    | José Manuel Mora   | 109,5  |

### Grupo N3
| Pos. | Nombre           | Puntos |
| ---- | ---------------- | ------ |
| 1    | Efrén Llarena    | 220    |
| 2    | Juan Manuel Mañá | 183    |
| 3    | Fernando Rico    | 161    |
| 4    | Alfredo Tamés    | 156    |
| 5    | Daniel Berdomás  | 137    |

### Grupo N
| Pos. | Nombre               | Puntos |
| ---- | -------------------- | ------ |
| 1    | Jan Solans           | 140    |
| 2    | Manuel Sandamil      | 97     |
| 3    | Mariano Parés Carrió | 80     |
| 4    | Juan Orlando Méndez  | 70,5   |
| 5    | Roland Holke         | 60     |

### Trofeo júnior
| Pos. | Nombre              | Puntos |
| ---- | ------------------- | ------ |
| 1    | Ángel Paniceres     | 290    |
| 2    | Roberto Blach Núñez | 211,5  |
| 3    | Efrén Llarena       | 182    |
| 4    | Javier Pardo        | 138    |
| 5    | Jan Solans          | 119    |

### Trofeo Vehículos GT
| Pos. | Nombre            | Puntos |
| ---- | ----------------- | ------ |
| 1    | Daniel Marbán     | 259,5  |
| 2    | Pedro Burgo       | 217,5  |
| 3    | Iván Ares         | 70     |
| 4    | Benjamín Avella   | 45     |
| 5    | Julio A. Martínez | 37,5   |

### FIA Cup
| Pos. | Nombre          | Puntos |
| ---- | --------------- | ------ |
| 1    | Esteban Vallín  | 203    |
| 2    | Surhayen Pernía | 202,5  |
| 3    | Sergio Vallejo  | 200    |
| 4    | Ángel Paniceres | 168    |
| 5    | Francisco Cima  | 128,5  |

### Trofeo pilotos femenino
| Pos. | Nombre               | Puntos |
| ---- | -------------------- | ------ |
| 1    | Emma Falcón          | 297,5  |
| 2    | Angelica Camacho     | 35     |
| 3    | Christine Giampaoli  | 35     |
| 4    | Raquel Ruiz Arias    | 30     |
| 5    | Elba Mirlinda Correa | 27     |

### 2RM
| Pos. | Nombre            | Puntos |
| ---- | ----------------- | ------ |
| 1    | Adrián Díaz Pérez | 272    |
| 2    | Esteban Vallín    | 227    |
| 3    | Ángel Paniceres   | 190,5  |
| 4    | Surhayen Pernía   | 186,5  |
| 5    | Francisco Cima    | 141,5  |

### Dacia Sandero Rally Cup
| Pos. | Nombre            | Puntos |
| ---- | ----------------- | ------ |
| 1    | Javier Bouza      | 314,5  |
| 2    | Miguel García     | 234    |
| 3    | José Javier Pérez | 229    |
| 4    | Iván Forcada      | 169    |
| 5    | Pablo Suárez      | 161    |

### Copa Suzuki Swift
| Pos. | Nombre           | Puntos |
| ---- | ---------------- | ------ |
| 1    | Efrén Llarena    | 148    |
| 2    | Juan Manuel Maña | 106    |
| 3    | Fernando Rico    | 104    |
| 4    | Alfredo Tamés    | 88     |
| 5    | Daniel Berdomás  | 79     |

### Clio R3T Iberia Trophy
| Pos. | Nombre           | Puntos |
| ---- | ---------------- | ------ |
| 1    | Surhayen Pernía  | 123,5  |
| 2    | Francisco Cima   | 113    |
| 3    | Aloisio Monteiro | 49     |
| 4    | Gil Antunes      | 48     |
| 5    | Zoltán Bessenyey | 22,5   |